# Kitsuji-dōri
Pour les articles homonymes, voir Kitsuji.
Le Kitsuji-dōri (木辻通, Kitsuji-dōri) est une voie du nord-ouest de Kyoto, dans les arrondissements de Nakagyō, Ukyō et Kita. Orientée nord-sud, elle commence au Kuramaguchi-dōri, devant la porte noire du temple au Pavillon doré, et termine à l'Oike-dōri. Elle est interrompue entre Badai-dōri et Ichijō-dōri et entre Kuramaguchi et Badai partage la chaussée avec la route municipale 183 - Kinugasa Utano (ja), aussi appelée « Kinukake no michi », et Kagamiishi-dōri. Jusqu'au Moyen Âge, elle s'appelle l'avenue Kitsuji (木辻通, Kitsuji-ōji) et était une voie importante de l'ouest de la capitale impériale Heian-kyō.

## Description

### Situation

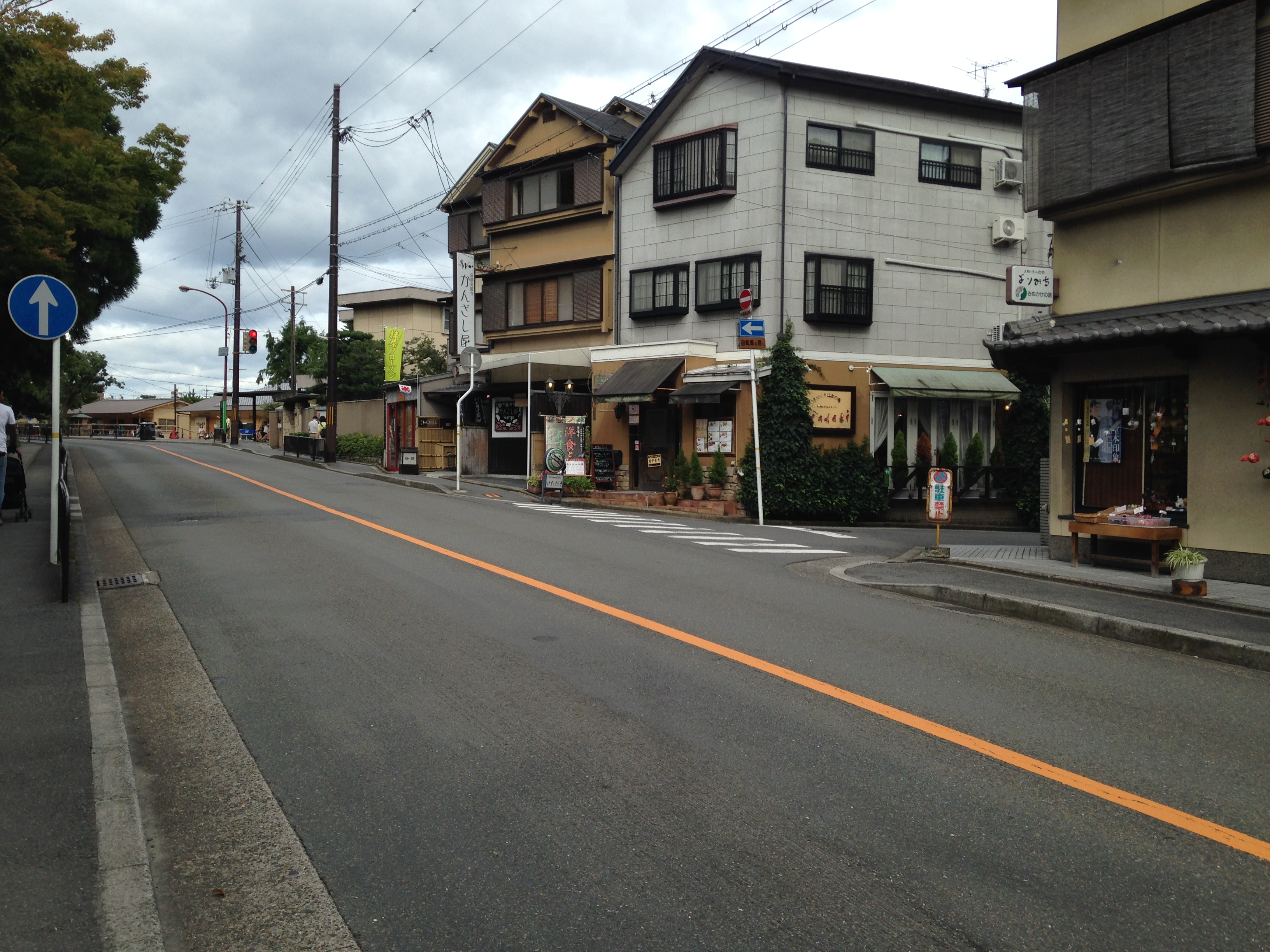
Autre vue de Kitsuji-dōri en direction du temple au Pavillon d'or.

Kitsuji-dōri est une rue du sud-ouest de l'arrondissement de Kita et marque la limite est de l'arrondissement d'Ukyō et de l'ouest de celui de Nakagyō. Elle commence dans le quartier de Kinugasababa-chō (衣笠馬場町) et termine dans celui de Yamanouchimiyawaki-chō (山ノ内宮脇町). Elle est composée de deux parties distinctes. La première commence à Kuramaguchi-dōri (鞍馬口通), devant la porte noire (黒門) du temple Rokuon-ji (鹿苑寺), plus connu sous le nom Kinkaku-ji (金閣寺), ou « temple du Pavillon d'or »,,. Cette première partie suit la route municipale 183 - Kinugasa Utano (ja), aussi appelée « Kinukake no michi » (きぬかけの路), ainsi que Kagamiishi-dōri (鏡石通) et se dirige de façon rectiligne vers le sud-ouest pour terminer à l'intersection avec Badai-dōri (馬代通). La rue réapparaît plus au sud-ouest à Ichijō-dōri (一条通), et se dirige vers le sud de façon rectiligne pour atteindre Oike-dōri (御池通),. Elle suit Nishikōji-dōri (ja) (西小路通) à l'est et précède Kawarazushi-dōri (河原図子通) à l'ouest.
Selon d'autres sources, la rue commencerait à Myōshinji-michi (妙心寺道) pour terminer à Kyūnijō-dōri (旧二条通),, ou encore à la rivière Tenjin (ja). La partie nord de la rue est une dénomination actuellement non-officielle, même si plusieurs plaques de rues et documents officiels reprennent le nom. La chaussée se poursuit aussi au sud d'Oike-dōri jusqu'à Shichijō-dōri (ja), mais elle n'est pas comptée comme une partie de Kitsuji-dōri,,.
La circulation se fait dans les deux sens entre Kuramaguchi et Badai. Dans la deuxième partie, elle se fait aussi dans les deux sens à part pour une section au sud de Marutamachi jusqu'à Kyūnijō, en sens unique du nord au sud. La rue fait environ 2 100 mètres de long.

### Voies rencontrées
Du nord au sud, en sens unique. Les voies rencontrées de la droite sont mentionnées par (d), tandis que celles rencontrées de la gauche, par (g). Seules les rues ayant un nom sont listées,,.
1. (g) Kuramaguchi-dōri (鞍馬口通)[5] [aussi appelé Kinkakuji-michi (金閣寺道)]
2. (g) Kagamiishi-dōri (鏡石通)
3. Himuro-michi (氷室通) [aussi appelé Rengedani-michi (蓮華谷道)]
4. (g) Rozanji-dōri (廬山寺通)[11]
5. Badai-dōri (馬代通)[5] / Route municipale 183 - Kinugasa Utano (ja) (京都市道183号衣笠宇多野線) [aussi appelé Kinukake no michi (きぬかけの路)][6] [interruption de la rue]
6. Ichijō-dōri (一条通)[3] [Route préfectorale 101 - Ginkakuji-Utano (ja) (京都府道101号銀閣寺宇多野線)] [réapparition de la rue]
7. Kaminoshimodachiuri-dōri (上ノ下立売通) [aussi appelé Myōshinji-michi (妙心寺道)][5] [Route préfectorale 129 - Dépôt de Hanazono-Taishōgun (ja) (京都府道129号花園停車場大将軍線)]
8. Shimodachiuri-dōri (下立売通)[12]
9. Marutamachi-dōri (丸太町通)[4]
10. Kyūnijō-dōri (旧二条通)
11. Shinnijō-dōri (新二条通) [aussi appelé Taishi-michi (太子道)][5]
12. rivière Tenjin (ja) (天神川)
13. Oike-dōri (御池通)[3]

### Transports en commun
Les bus du réseau d'autobus de Kyoto (ja) passaient sur la partie nord de la rue jusqu'en 2020, date où le populaire arrêt Kinkakuji-mae (金閣寺前) est retiré et déplacé sur Rozanji-dōri, notamment dû à des plaintes de locaux concernant les touristes. Les arrêts les plus proches sont désormais Sakuragi-chō (桜木町, lignes 12, 15, 50, 52, 55, 59, M1), au carrefour de Rozanji et Sai (ja), Tōji'in Minami-machi (等持院南町, lignes 10, 26), au carrefour de Kitsuji et Ichijō, Kitsuji Minami-chō (木辻南町, lignes 91, 93), au carrefour de Kitsuji et Marutamachi, Nishinokyō Fujinoki-chō (西ノ京藤ノ木町, lignes 27, Spécial27), au carrefour avec Shin'nijō, et Nishikōji-Oike (西小路御池, ligne 75), au carrefour des rues homonymes.

## Odonymie
Le terme « Kitsuji » (木辻) a une origine inconnue, mais est définitivement empruntée à l'avenue du même nom. Il est suggéré qu'il y aurait eu une famille de nobles du nom de Kitsuji durant la période Heian. L'utilisation de la graphie « 木辻 » est attestée depuis au moins le XIIe siècle. Il semble qu'auparavant, l'appellation « Kizushi (no) ōji » (支辻子大路) ait aussi été utilisée,,.
Il est souvent considéré à tort que l'origine du nom de la rue vient de Kaneuri Kichiji (ja) (金売 吉次), celui qui a accompagné Minamoto no Yoshitsune jusqu'aux Ōshū Fujiwara. Il était établi au lieu-dit « Kitsuji » (木辻), à l'actuel carrefour avec Myōshinji-michi. Le nom de Kichiji, qui sonne comme « Kitsuji » a en fait été tiré du lieu-dit Kitsuji, venu de l'avenue du même nom,.
Elle est l'une des rares rues nord-sud de l'arrondissement d'Ukyō à avoir gardé son nom d'origine. Deux quartiers par lesquels la rue passe retiennent le nom ; ils sont Kitsujikita-chō (木辻北町), « quartier Kitsuji nord », et Kitsujiminami-chō (木辻南町), « quartier Kitsuji sud ».

## Histoire

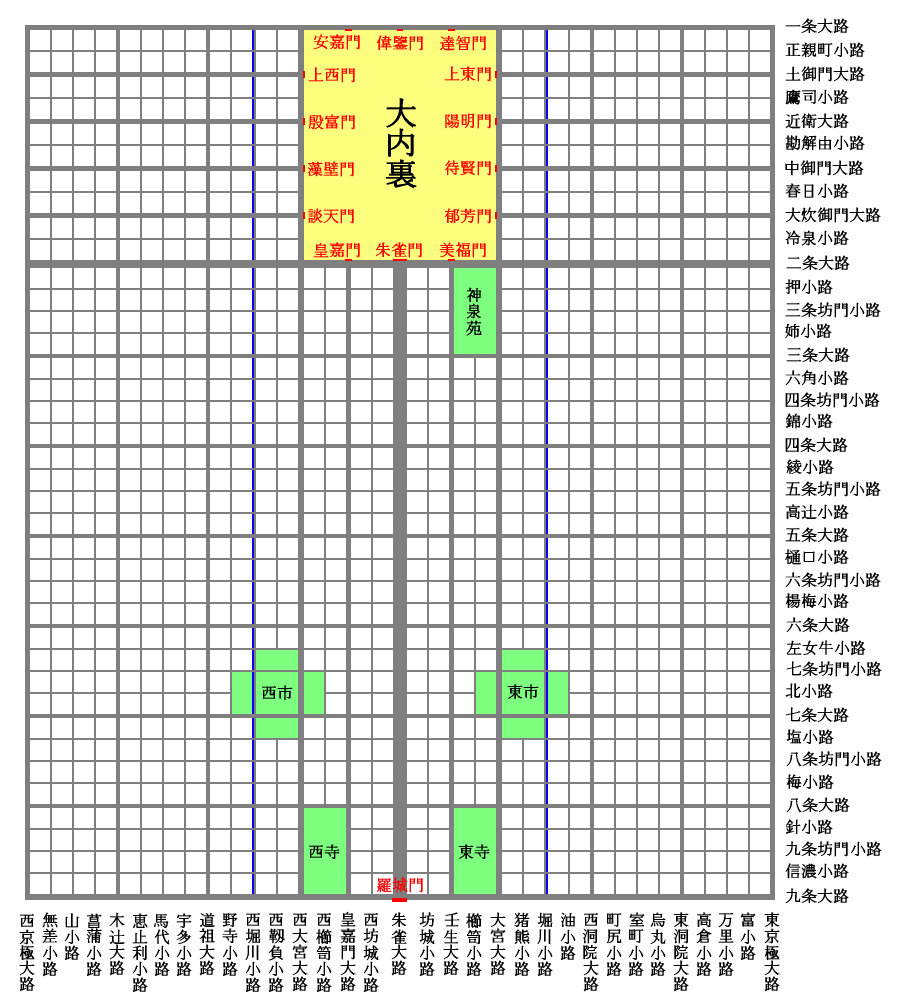
Carte des voies de Heian-kyō, la capitale impériale de 792 jusqu'au milieu du XIXe siècle.

Kitsuji-dōri correspond directement à l'avenue Kitsuji (木辻大路, Kitsuji-(no)-ōji) de la ville impériale, qui a été fondée en 794. L'avenue Kitsuji se trouvait entre à l'est l'allée Etori (恵止利小路), actuelle Nishikōji-dōri, et à l'ouest l'allée Ayame (菖蒲小路), actuelle Kawarazushi-dōri. Durant la période Heian (794-1185) y était située la résidence Uda-in (宇多院), palais de l'empereur Uda avant son accession au trône, au nord de l'avenue Tsuchimikado (土御門大路), actuelle Ninnaji-kaidō,. Au nord de l'avenue Nakamikado (中御門大路), actuelle Marutamachi-dōri, la rue était en partie canalisée, canal qui correspond à la rivière Uda (宇多川),. « Kitsuji » est encore cité dans un document foncier de l'époque Nanboku-chō (1333-1392), mais il est inconnu s'il s'agissait encore d'une avenue ou seulement d'un marqueur de limites territoriales. D'après des fouilles effectuées en 1997, qui ont mis au jour des fossés sous la rue, il semble que la rue ait été abandonnée dès la période Heian et convertie en terres agricoles durant l'époque de Muromachi (1336-1573), avant d'être transformée en canaux durant l'époque d'Edo (1603-1868),. Certaines parties ont cependant continué à exister même après le déclin d'Ukyō, jusqu'à la fin de la période Heian.
Durant l'époque d'Edo, la zone près de Shimodachiuri-kaidō (下立売街道, actuelle Myōshinji-michi) s'est développée et est devenue le district de Kitsuji (木辻保), suffrageant du sanctuaire Kitano, puis le village agricole de Kitsuji (木辻村),,,. On croit que l'avenue a continué d'exister en tant que canal ou en tant que chemin de terre entre les actuelles avenues Ichijō et Ane, Sanjō (ja) et Shijō (ja), et entre Yōbai (ja) et Shichijō, jusqu'à l'ère Meiji (1868-1912).

## Patrimoine et lieux d'intérêt
La rue commence au nord devant la porte noire du célèbre temple du pavillon d'or, le Kinkaku-ji (金閣寺),. La partie nord de la rue termine près du Musée de Kyoto pour la Paix dans le monde (en) (立命館国際平和ミュージアム) et le Musée Domoto de l'impression (堂本美術館). Au carrefour avec Ichijō se trouvait anciennement les locaux de la faculté des sciences textiles de l'Université des arts et techniques de Kyoto, plus tard déplacés à Matsugasaki (ja).
Entre Myōshinji-michi et Marutamachi-dōri, y existe la rue commerçante Kitsuji (木辻商店街), régie par l'organisation du même nom,. Au carrefour avec Myōshinji-michi, on peut observer le « puits du départ d'Ushiwakamaru » (牛若丸首途の井), nommé ainsi car c'est le lieu où le stratège militaire Minamoto no Yoshitsune, connu sous son nom d'enfance « Ushiwakamaru », a fait ses adieux à son accompagnateur Kaneuri Kichiji (ja) (金売 吉次),. Kichiji, qui y avait sa résidence, a puisé de l'eau pour Ushiwakamaru là-bas avant que les deux se séparent.

Quelques lieux d'intérêts
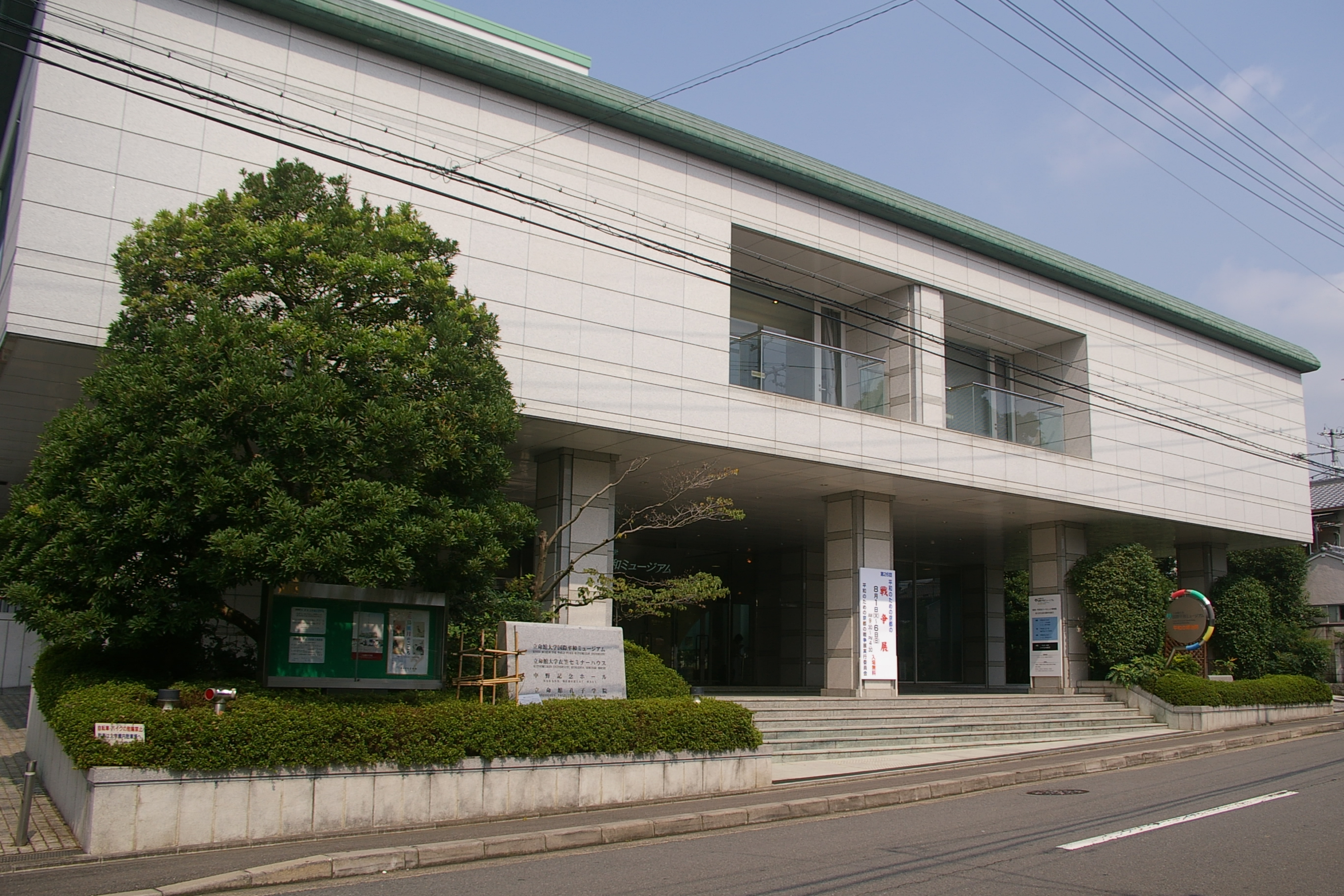
Musée pour la paix
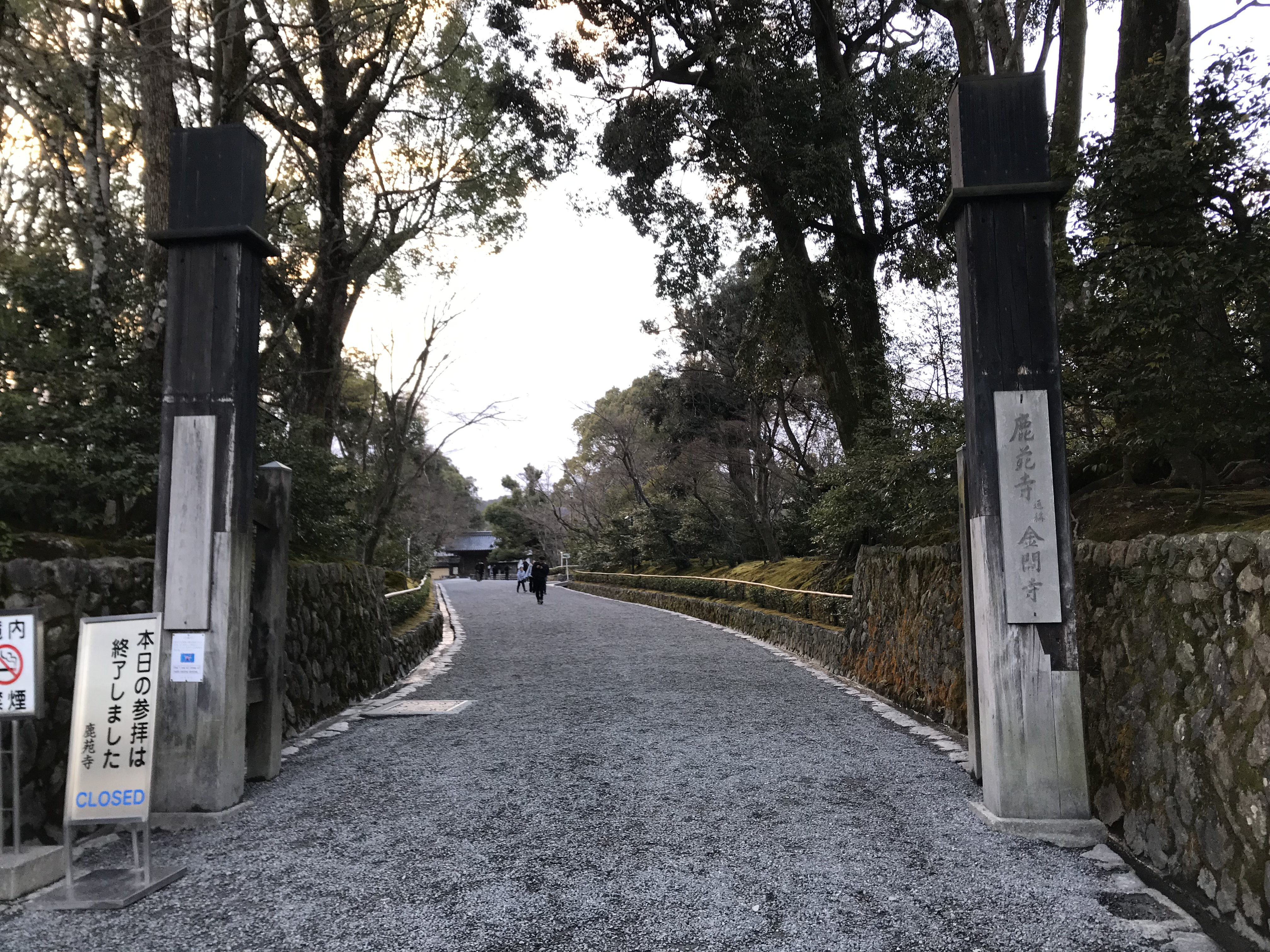
Porte noire du Kinkaku-ji
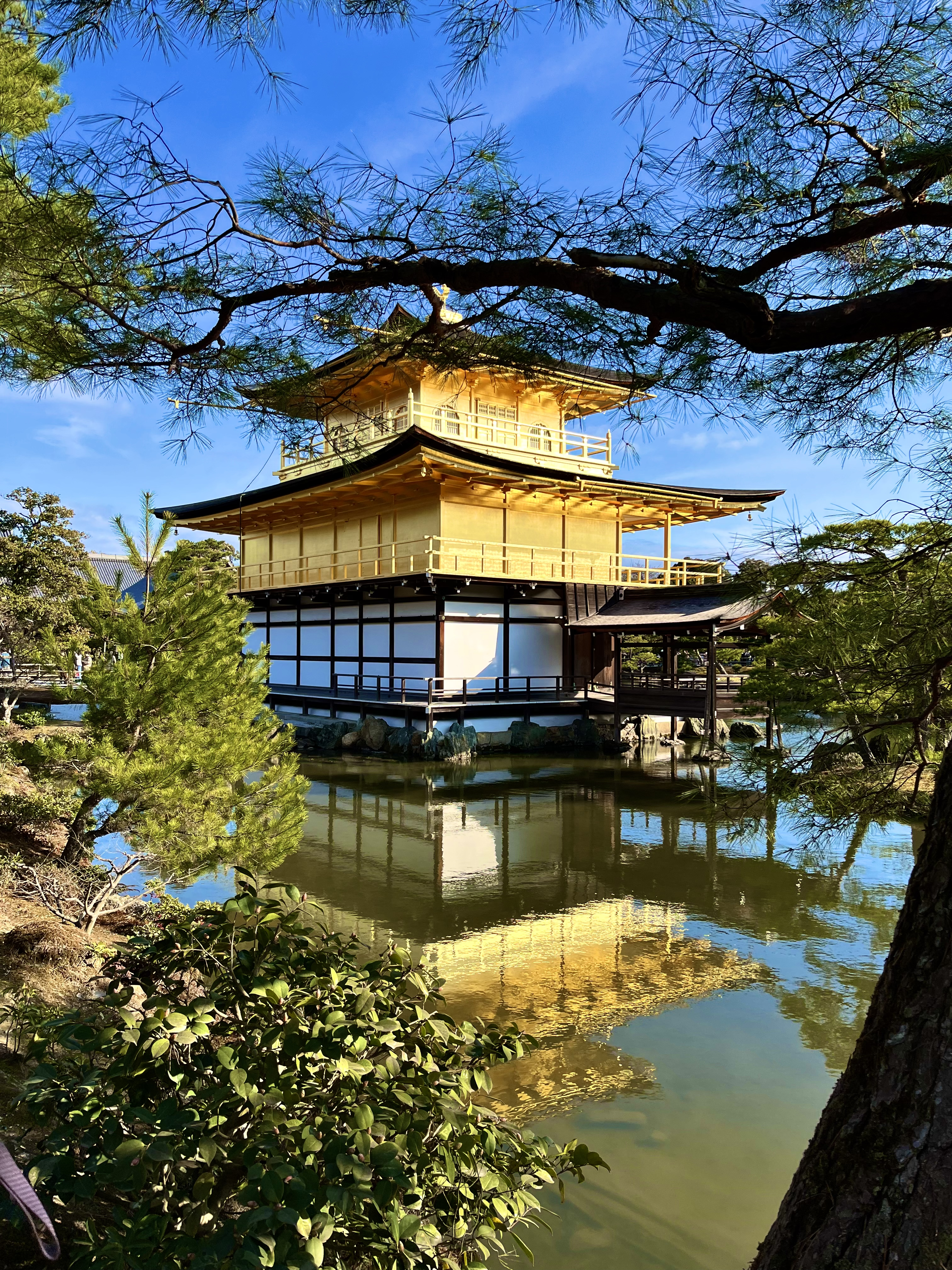
Ledit Pavillon d'or